# Ana María Shua
Ana María Shua   (Buenos Aires, 22 d'abril de 1951) és una escriptora argentina. El seu nom és Ana María Schoua.

## Biografia
Ana María Shua va néixer a Buenos Aires l'abril de 1951.
Va descobrir la literatura i la seva passió per llegir de la següent manera: «Als sis anys, algú em va posar a les mans un llibre amb un cavall en la tapa. Aquesta mateixa nit jo vaig ser aquest cavall. L'endemà cap altra cosa m'interessava. Volia el meu pinso, preferiblement amb civada i un estable amb fenc net i sec. Mai abans havia escoltat les paraules pinso, civada, fenc, però sabia que com a cavall necessitava entendre-les. Durant una setmana vaig poder haver ser Black Beauty però vaig ser Atzabeja, en una traducció intel·ligent i lliure. Vaig ser cavall de tir i cavall de lloguer, vaig rebre fuetades, vaig estar a punt de morir, vaig ser rescatat... i vaig arribar a l'última pàgina. Llavors, amb terrible dolor, vaig tornar al meu cos i vaig aixecar el cap: la resta del món encara estava allí. 'Deixa això que et va a fer malament', deia la meva mare. 'No es llegeix en la taula', deia el meu pare. Llavors vaig descobrir que podia tornar a començar. I una altra vegada vaig ser Atzabeja i una altra vegada i una altra vegada. Després vaig descobrir que podia ser un pirata i molts, i la ciutat de Maracaibo i ser home, manatí, horror o pedra. El que acabava de començar en la meva vida no era un hàbit: era una addicció, una passió, una bogeria.»
Ana María Shua va començar a publicar als 16 anys, amb el seu llibre de poemes El sol y yo, pel qual va rebre un petit premi del Fons Nacional de les Arts i la Faixa d'Honor de la SADE. A l'any següent va acabar l'educació secundària obligatòria (ESO) en el Colegio Nacional de Buenos Aires i va ingressar a la Universitat de Buenos Aires, on en 1973 va obtenir el títol de Professora en Lletres.
En 1975 es va casar amb l'arquitecte i fotògraf Silvio Fabrykant i a l'any següent, el matrimoni va partir a França. A París va treballar per a la revista espanyola Almanaque de l'editorial Cambio 16. La parella va tornar a Argentina en 1977.
En 1980 va guanyar el premi de l'editorial Losada amb la seva primera novel·la Soy paciente. A l'any següent va aparèixer el seu primer llibre de contes Los días de pesca. En 1984 va tenir el seu primer èxit de venda amb Los amores de Laurita, i en aquest mateix any va poder publicar La sueñera (microrrelats), que havia començat a escriure deu anys abans.
Ha publicat els llibres de microrrelats Casa de Geishas, Botánica del caos, Temporada de fantasmas, Cazadores de letras (que reuneix els altres quatre) i en 2011 Fenómenos de circo, que va aparèixer simultàniament a Madrid i a Buenos Aires.
En 1994 va obtenir la beca Guggenheim per escriure la seva novel·la El libro de los recuerdos, que tracta sobre una família jueva en l'Argentina.
Ha treballat com a periodista, publicista i guionista de cinema, adaptant algunes de les seves novel·les, com Los amores de Laurita, que va ser portada al cinema en 1986 per Antonio Ottone i Soy paciente, un projecte del director Rodolfo Corral que es va filmar però mai va arribar a estrenar-se. És coautora del guió de la pel·lícula ¿Dónde estás amor de mi vida que no te puedo encontrar? (1992), de Juan José Jusid.
La seva novel·la La muerte como efecto secundario (1997) va integrar la llista de les cent millors novel·les publicades en llengua espanyola en els últims vint-i-cinc anys, definida al Congreso de la Lengua Española a Cartagena en 2007.
També en el 2007 es va publicar la seva novel·la El peso de la tentación, que tracta sobre un grup de pacients obesos internats en una sort d'estranya clínica de rehabilitació.
En 2009 es van publicar els seus contes complets amb el títol Que tengas una vida interesante.
El seu llibre Contra el tiempo és una selecció dels seus contes publicada a Madrid amb pròleg i entrevista de Samanta Schweblin.
En 2016 va aparèixer la seva última novel·la, Hija. I un jurat d'Espanya, Mèxic i Argentina li va atorgar l'I Premi Iberoamericà Juan José Arreola de Minificció.
Ana María Shua escriu també literatura infantil, publicada en tot l'àmbit de la llengua espanyola. Per les seves obres dedicades als nens ha rebut diversos guardons internacionals.
Alguns dels seus llibres han estat traduïts a una dotzena d'idiomes, incloent anglès, francès, alemany, italià, portuguès, holandès, suec, coreà, japonès, búlgar i serbi. Els seus contes i microrrelats figuren en antologies publicades a tot el món.

## Premis i distincions
- Primer Premio estímulo del Fondo Nacional de las Artes por El sol y yo, 1967.
- Faja de Honor de la Sociedad Argentina de Escritores por El sol y yo, 1968.
- Premio en el Concurso Internacional de Editorial Losada por Soy paciente, 1980.
- Premio Lista de Honor o Destacado de ALIJA por La fábrica del terror.
- Beca Guggenheim para escribir El libro de los recuerdos, 1994.
- Primer Premio Municipal (Ciudad de Buenos Aires) por "Miedo en el sur", 1994.
- Premio Club de los Trece por La muerte como efecto secundario, 1997.
- Primer Premio Municipal (Ciudad de Buenos Aires) por La muerte como efecto secundario, 1998.
- Premio Konex - Diploma al Mérito 2004: Cuento: Quinquenio 1999 - 2003.
- Premio Esteban Echeverría otorgado por Gente de Letras a la trayectoria como narradora, 2014.
- Premio Konex de Platino 2014 - Cuento: Quinquenio 2009-2013.[13]
- Premio Nacional en Cuento y Relato (2010-2013) por "Fenómenos de circo".
- Premio Trayectoria en Literatura otorgado por Artistas Premiados Argentinos.
- I Premio Iberoamericano Juan José Arreola de Minificción.

## Obres

### Novel·les
- 1980 - Soy paciente, Losada, Buenos Aires (reeditada en 1996 por Altaya, Buenos Aires, y Sudamericana, Buenos Aires)
- 1984 - Los amores de Laurita, Sudamericana, Buenos Aires (reeditada por Emecé Editores, Buenos Aires, 2006)
- 1994 - El libro de los recuerdos, Sudamericana, Buenos Aires
- 1997 - La muerte como efecto secundario, Sudamericana. Buenos Aires
- 2007 - El peso de la tentación, Emecé Editores, Buenos Aires
- 2016 - Hija, Emecé Editores, Buenos Aires
- 2017 - Una y mil noches de Sherezada, Ciudad de México, México

### Col·leccions de contes
- 1981 - Los días de pesca, Ediciones Corregidor, Buenos Aires
- 1988 - Viajando se conoce gente, Sudamericana, Buenos Aires
- 2002 - Como una buena madre, Sudamericana, Buenos Aires
- 2009 - Que tengas una vida interesante, (cuentos completos), Emecé, Buenos Aires

### Microrrelats
- 1984 - La sueñera, Minotauro, Buenos Aires (reeditado por Emecé en 2006)
- 1992 - Casa de geishas, Sudamericana, Buenos Aires
- 2000 - Botánica del caos, Sudamericana, Buenos Aires
- 2004 - Temporada de fantasmas, Páginas de Espuma, Madrid[14]
- 2009 - Cazadores de letras, (reúne los cuatro anteriores), Páginas de Espuma, Madrid[15]
- 2011 - Fenómenos de circo, Páginas de Espuma, Madrid y Emecé, Buenos Aires[16]

### Poesia
- 1967 "El Sol y yo"
- 1998 "Las Cosas Que Odió y Otras Exageraciones"

### Assaig
- 2005 - Libros prohibidos, Sudamericana, Buenos Aires

## Filmografia
Intèrpret
- En el nombre del padre (2002) ...Ella mateixa

Guionista
- ¿Dónde estñas amor de mi vida que no te puedo encontrar? (1992)
- Los amores de Laurita (1986)
- Soy paciente (1986) (abandonada)

Autor
- Los amores de Laurita (1986)